# Villetta Lacchini
Villetta Lacchini o villa Lacchini è una dimora storica italiana, situata in via di Santa Maria a Cintoia nel Quartiere 4 di Firenze.

## Storia e descrizione
La villa, originariamente, nasce come semplice casa colonica. Venne acquistata nel 1797 dal medico naturalista Luigi Lacchini di Firenze. Era d'uopo, per la nuova classe sociale illuministica, a cavallo tra 1700 e 1800, acquistare le vecchie "case da lavoratore", trasformandole in eleganti villette residenziali (spesso estive) e limitarsi a pochi lavori di abbellimento come la decorazione delle sale, la costruzione di camini in pietra serena o l'apertura delle terrazze.
Il Lacchini evidenziò alcuni caratteri rurali tipici dell'abitazione: la disposizione degli edifici attorno ad un'aia e ad una corte da un muro (nel quale si apre il portale d'ingresso alla villa), che separa la villetta dal resto della strada. 
L'edificio presenta una pianta quadrata, con la facciata rivolta a sud-ovest in modo tale da sfruttare la luce del sole, ed è diviso in due piani collegati da una scalinata in pietra. Al piano nobile c'erano sei stanze, tra le quali una sala dominata da un caminetto in pietra serena di elegante fattura, che rivela chiaramente la volontà del suo proprietario di donare un carattere nobiliare alla villa. Nella parete di nord-ovest si trova lo stemma dei Lacchini.